# Colonia Felipe Ángeles
Colonia Felipe Ángeles es una localidad del estado mexicano de Chihuahua. Es parte del municipio de Meoqui.

## Toponimia
El nombre de la localidad rinde homenaje a Felipe Ángeles, combatiente de la Revolución Mexicana.

## Demografía
| Gráfica de evolución demográfica |
|                                  |

| Censo | Población |
| ----- | --------- |
| 1970  | 477       |
| 1980  | 810       |
| 1990  | 994       |
| 2000  | 1 175     |
| 2010  | 1 254     |
| 2020  | 1 446     |